# 威爾弗里德·洛里埃大學
43°28′31.21″N 80°31′38.08″W / 43.4753361°N 80.5272444°W
威尔弗里德·洛里埃大学（Wilfrid Laurier University，又譯作偉佛羅利亞大學、勞里埃大學）是位于加拿大安大略省滑鐵盧大學西路75號（75 University Avenue West）的一所公立大学，得名于加拿大歷史上第一位法裔加拿大总理威尔弗里德·洛里埃。 
该校在1911年時，名叫Evangelical Lutheran Seminary of Canada。1914年，改名Waterloo College School。1923年，再改名為Waterloo College of Arts。 1959年，又改名為University of Waterloo，後又改名Waterloo Lutheran University。1973年才改為現在的Wilfrid Laurier University。
該大學是加拿大发展最快的大学之一，注册学生从1997年到2006年几乎翻倍。该校有三个校区，主校区位于安大略省滑铁卢。在2014年麦克林杂志的大学排名中，该校位居综合性大学的第十名。

## 历史
威尔弗里德·洛里埃大學的历史溯源于1911的Waterloo Lutheran Seminary of Canada（加拿大滑铁卢路德宗学院），  
1914年，该学院发展了很多非神学领域的课程被更名为 the Waterloo College School， 1924年更名为Waterloo College of Arts，并提供三年制的学士学位课程。  1925年，Waterloo College of Arts 成为西安大略大学的附属学院。 
滑铁卢大学的歷史可追溯到1957年7月1日成立的滑鐵盧專科聯合學院(Waterloo College Associate Faculties)，是當時的滑鐵盧學院（即現在的威尔弗里德·洛里埃大學）的一個半自治部門機構。該機構於1959年正式脫離滑鐵盧學院並升格為大學。
1960年加拿大路德宗教会结束了对滑鐵盧學院的资助，同时更名为Waterloo Lutheran University，同时该学院也不再是西安大略大学的附属学院。 

### 校名
滑鐵盧路德宗大學（Waterloo Lutheran University）在轉型為公立大學之時需要去除原校名中的宗教涵義。包括Beaver University、Riel University、the Iroquois University of Waterloo在內，一共有多達94個候選名稱。新校名最終於1973年被確定為威爾弗里德·勞雷爾大學（Wilfrid Laurier University）。有爭議的是彼時一些學生抗議稱Wilfrid Laurier實為一值得商榷的政治人物，且無論與學校還是滑鐵盧地區皆無任何聯繫。有猜測稱之所以命名為Wilfrid Laurier University是為了保留學校原有的首字母WLU，以減少更改檔案的麻煩。

### Laurier图书馆
勞雷爾大學圖書館藏有九十六萬多本印刷書籍、二十四萬多件電子書籍、兩萬五千多份全文電子雜誌和數據庫、以及千餘份多媒體資料。另外，該圖書館為TriUniversity Group of Libraries成員之一（包括滑鐵盧大學、圭爾夫大學和威爾弗里德·勞雷爾大學），通過該系統可共享三所大學的超過七百萬份資料。

勞雷爾大學圖書館也與勞雷爾大學出版社協力創建Scholars Commons @ Laurier （页面存档备份，存于）。該資料存儲機構旨在支持公開性的學術交流與合作，并保存勞雷爾大學學術成果。該機構中存放有教職員工學術成果、論文、專著、在線期刊以及可追索至1926年的The Cord Weekly的檔案集。

### 学生宿舍
女生宿舍
- Clara Conrad Hall (宿舍式)

男生宿舍
- C.H. Little House (宿舍式)

男女生混合宿舍
- Bricker Residence (公寓式)
- Bouckaert Hall (宿舍式)
- Euler Residence (宿舍式；另配有學習空間)
- King Street Residence (宿舍式)
- King Street North (公寓式)
- King's Court (公寓式)
- Laurier Place Residence (公寓式；包括Conestogo House、Heidelberg House、St. Agatha House、St. Clements House以及St. Jacobs House)
- Leupold Residence (宿舍式)
- Lodge Street Residence (公寓式)
- Macdonald House (宿舍式)
- Marshall Street (公寓式)
- Regina Street Residence (公寓式)
- University Place Residence (公寓式)
- Waterloo College Hall (宿舍式)
- Willison Hall (宿舍式)
- Spruce Street Residence (公寓式)

### 布兰特福德校區
勞雷爾大學的第二個校區坐落於安大略省布兰特福德市，位於主校區所在的滑鐵盧市以南約五十公里。該校區於1999年正式啟用，草創之初僅有39名學生。截止2010年已發展到三千六百名在讀學生。

#### 学生宿舍
- Grand River Hall
- Post House
- Rizzo Building
- Wilkes House
- Lawyer's Hall
- Lucy Marco Place
- Imperial Hall
- Expositor Place